# Myrmecotypus rettenmeyeri
Myrmecotypus rettenmeyeri is een spinnensoort uit de familie van de loopspinnen (Corinnidae).
De wetenschappelijke naam van de soort werd in 1965 gepubliceerd door J.D. Unzicker.